# Deutsches weißköpfiges Fleischschaf
Das Deutsche weißköpfige Fleischschaf ist ein mittel- bis großrahmiges, breites, tiefes und gut bemuskeltes, einheitlich weißes Fleischschaf mit freiem Gesicht. 
Die Stirn trägt einen Wollschopf. Wollbesatz bis an das Vorderfußwurzelgelenk und das Sprunggelenk herunterreichend. Die Wolle hat eine Feinheit von 36 – 40 µm.

## Leistungsmerkmale
Es ist sehr anpassungsfähig an unterschiedliche Klima- und Bodenverhältnisse, für die Herden- und Koppelhaltung ist es gleich gut geeignet. Das Deutsche Weißköpfige Fleischschaf weist eine hohe Resistenz gegenüber Krankheiten auf und gilt gemeinhin als sehr fruchtbar. Es ist frühreif und kann mit sieben bis acht Monaten zum ersten Mal zum Bock gelassen werden. Die Brunstsaison ist lang. Die Lämmer verfügen über beste Schlachtkörper.

## Leistungsprüfung
- 350 bis 400 g Tageszunahme
- 30 bis 35 MJ/kg Zuwachs
- ca. 48 % Schlachtausbeute

## Gewicht
|                | Körpergewicht (kg) | Vliesgewicht (kg) | Ablammergebnis (%) |
| -------------- | ------------------ | ----------------- | ------------------ |
| Altböcke       | 125–150            | 6,0–8,0           | –                  |
| Jährlingsböcke | 105–115            | 6,0–8,0           | –                  |
| Lammböcke      | 60–70              | –                 | –                  |
| Mutterschafe   | 75–90              | 5,0–6,0           | 170–210            |
| Lämmer         | 50–60              | –                 | –                  |

## Geschichte
Die Grundlage für das weißköpfige Fleischschaf bildeten die lokalen Marschschafe der Nordseeküste, die zwar in lokale Schläge unterschieden wurden, sich aber vermutlich sehr ähnelten. Bis in die 1920er Jahre hat sich nördlich von Hamburg das Wilstermarschschaf als eigenständige Rasse halten können. Die große Ähnlichkeit zu den Ostfriesischen Milchschafen, sowie die Tatsache, dass die Schafe nach dem Absetzen der Lämmer noch gemolken wurden, lässt den Schluss zu, dass die Schafpopulationen der Nordseeküste eng miteinander verwandt waren, zumal sie wie die Ostfriesen als frühreif und fruchtbar beschrieben wurden.
Durch den immensen Fleischbedarf der noch expandierenden Weltmacht Großbritannien wurden ab Mitte des 19. Jahrhunderts geeignete Schlachtschafe für den Export gesucht. Da die Engländer einen hohen Anspruch an die Schlachttiere hatten, mussten zuvor aber die heimischen Schafrassen verbessert werden. So begann man ab 1850 Schafe und vor allem Zuchtböcke der Rasse „Leicester Longwool“ zu importieren. Die Leicester-Rasse wurde durch den Begründer der „modernen“ Tierzucht Robert Bakewell entwickelt und ist die am längsten züchterisch bearbeitete Schafrasse der Welt. Das Leicester war äußerst erfolgreich, es floss in zahlreiche Europäische Neuzüchtungen ein und wurde viel in die britischen Kolonien vor allem nach Australien und Neuseeland exportiert, erfreute sich aber auch in den USA und Kanada großer Beliebtheit. Trotzdem konnte es sich auf den Deichen der Wesermarsch nicht durchsetzen, da es zu anspruchsvoll und empfindlich war.
Ab 1860 kamen vor allem Cotswold-Schafe aus England in die Wesermarsch. Diese in den „Cotswolds“, einer Hügelkette, die sich im Westen Englands von Bristol Richtung Nordosten erstreckt, beheimateten Schafe gehen auf eine uralte, schon in der Römerzeit domestizierte Rasse zurück, die erstmals 1437 unter dem Namen Cotswold erwähnt wurde. Diese wurde zwischen 1780 und 1825 stark mit Leicester gekreuzt, es wurde dann aber wieder auf den ursprünglichen großrahmigeren Typ zurückgezüchtet. Die Cotswold erwiesen sich, durch bessere Widerstandsfähigkeit und einen nicht so hohen Futteranspruch, als die idealen Fleischlieferanten für die Marschen und wurden vielfach auch in Reinzucht gehalten. In der Verdrängungszucht erlangten sie durch die Marschschafe einen noch größeren Rahmen, mehr Tiefe und mehr Gewicht.
Es kamen auch Southdown, „Oxfordshire“ und „Hampshire“ nach Deutschland. Angeblich sollen auch einige dieser schwarzköpfigen Tiere in die Zucht eingeflossen sein, aber diese These ist zu bezweifeln, da sowohl die Leicester, wie auch die Cotswold dunkle Nasenschleimhäute haben, und somit kein schwarzköpfiges Schaf für dieses Merkmal verantwortlich gemacht werden muss. Diese „dunklen“ Rassen legten auf jeden Fall den Grundstein für die Schwarzköpfe im Hinterland.
Das deutsche Weißköpfige Fleischschaf wurde genau wie die Cotswold und Leicester in die Gruppe der britischen Langwollschafe eingestuft. Diese Beurteilung ist zumindest für einen Großteil der heute gezüchteten Schafe nichtig. Da der Markt ein immer fettärmeres Fleisch forderte, wurden seit den 1970er Jahren Berrichon du Cher eingekreuzt, wodurch eine starke Veränderung der Genetik stattgefunden hat. Bei der Züchtung des „Berrichon du Cher“ spielten zwar auch Leicester Longwool eine Rolle, aber keine so gewichtige. Im Wesentlichen waren Merinos, die zur Verbesserung der lokal vorhandenen Tiere eingekreuzt wurden, beteiligt. In den 1970er Jahren wurde auch eine begrenzte Zahl Ile de France in die Berrichon du Cher eingekreuzt. Im Gegensatz zu den Rassen der britischen Langwollschafe haben die Merino Rasse eine asaisonale Brunst.
In Schleswig-Holstein wurden neben den Berrichon auch Texel eingekreuzt.

## Erfolge auf den Bundesschafschauen
Auf den ca. alle 10 Jahre stattfindenden Bundesschafschauen ist das Deutsche weißköpfige Fleischschaf erfolgreich vertreten. Die beiden letzten Bundesschafschauen fanden 2001 und 2011 anlässlich der Landwirtschaftsschau agra in Leipzig statt. Unter den dort jeweils ca. 15 gezeigten Fleischschafrassen stellte das Deutsche weißköpfige Fleischschaf 2011 die drittstärkste Fleischschafrasse gemessen an der Zahl der ausgestellten Tiere.

## Gefährdung
Die Gesellschaft zur Erhaltung alter und gefährdeter Haustierrassen (GEH) hat diese Rasse in die Kategorie II (stark gefährdet) der Roten Liste (Stand 2022) eingestuft. Sie hat auch einen Betreuer dieser Rasse berufen.